# رافاييل كابرال
رافاييل كابرال باربوسا (بالبرتغالية: Rafael Cabral Barbosa‏) وهو لاعب كُرة قدم برازيلي في مركز حراسة المرمى ولد في يوم 20 مايو 1990 في مدينة سوروكابا في البرازيل وهو يلعب حالياً مع نادي نابولي في الدوري الإيطالي الممتاز كما سبق له اللعب مع نادي سانتوس في الدوري البرازيلي لكرة القدم، كما أنه لعب مع منتخب البرازيل لكرة القدم و منتخب البرازيل تحت 23 سنة.

## روابط خارجية
- رافاييل كابرال على موقع الاتحاد الدولي (مؤرشف)  (الإنجليزية)
- رافاييل كابرال على موقع الاتحاد الأوربي (الإنجليزية)
- رافاييل كابرال على موقع الدوري الأمريكي (الإنجليزية)
- رافاييل كابرال على موقع قاعدة بيانات كرة القدم.إي يو (الإنجليزية)
- رافاييل كابرال على موقع بيانات كرة القدم. دي إي (الألمانية)
- رافاييل كابرال على موقع ناشيونال فوتبول تيمز (الإنجليزية)
- رافاييل كابرال على موقع Soccerbase.com (لاعب) (الإنجليزية)
- رافاييل كابرال على موقع Soccerway.com (الإنجليزية)
- رافاييل كابرال على موقع عالم كرة القدم.نت (الإنجليزية)
- رافاييل كابرال على موقع أوليمبيديا (الإنجليزية)